# Temperature Rising (álbum)
Temperature Rising es el segundo disco totalmente en inglés de la cantante Tata Young, su primer sencillo fue la canción el Nin-YO! donde peculiarmente una frase la canción es pegadiza ("You got my temperature rising like El Nin-YO!"). El segundo sencillo de la cantante fue "Zoom" en septiembre de 2006, su video fue muy reconocido por el mundo, llegó al puesto n.º 10 en MTV ASIA, aparte, porque la cantante/actriz Ashley Tisdale la versionó en su disco debut llamándola "Don't Touch (The Zoom Song)", su último sencillo hasta el momento es "Come Rain Come Shine" famosa por la cantante Jenn Cuneta, su video es tremendamente colorido, solo se sabe hasta ahora que sacará en el 2007-2008 un disco relacionado con Europa y que hará un dueto con las Spice Girls en el disco que estás sacaran.

## Canciones
1. El Nin-YO! (Hiten Bharadia, Philippe-Marc Anquetil, Christopher Lee-Joe)
  - Producido por Christopher Lee-Joe and Philippe-Marc Anquetil
2. Back Outta This (Adam Anders, Nikki Hassman, Rasmus Bille Boehncke, Rene Tromborg, Samantha Jade)
  - Producido por Adam Anders and Nikki Hassman
3. I Want Some Of That (Diane Warren)
  - Producido por Alex Greggs and Danny O'Donoghue
  - Originalmente interpretado por Sarah Connor (Key to My Soul, 2003, Germany)
4. Come Rain Come Shine (Paul McCartney, Linda McCartney, Frank Lamboy, Andrew Wedeen)
  - Producido por Frank Lamboy and Andrew Wedeen.
  - Samples "Silly Love Songs" por McCartney and McCartney
  - Originalmente interpretado por by Jenn Cuneta (sencillo, 2005, US)
5. Uh Oh (Anthony Anderson, Dane DeViller, Sean Hosein, Rosette Sharma, Steve Smith)
  - Producido por Anthony Anderson and Steve Smith and Sean Hosein and Dane DeViller
  - Originalmente interpretado por Rosette Sharma (Uh-Oh, 2005, Canada)
6. Betcha Neva (Alan Ross, David James, Natasha Bedingfield)
  - Producido por Alex Greggs and Danny O'Donoghue
  - Originalmente interpretado por Cherie (Cherie, 2004, USA)
7. Zoom (Adam Anders, Nikki Hassman, Rasmus Bille Boehncke)
  - Producido por Adam Anders and Nikki Hassman
8. For You I Will (Diane Warren)
  - Producido por Christopher Lee-Joe & Philippe-Marc Anquetil
  - Originalmente interpretado por Monica (Space Jam, 1997, USA)
9. I Must Not Chase the Boys
  - Producido por Alex Greggs and Danny O'Donoghue
  - Originalmente interpretado por Play (Replay, 2003, Sweden)
10. I Guess I Never Knew My Baby (Arnthor, Bagge, Wayne Hector, Sebastian Nylund)
  - Producido por Alex Greggs and Danny O'Donoghue
11. Superhypnotic (Alex Cantrall, Lindy Robbins, Kenneth Karlin, Carsten "Soulshock" Schack)
  - Producido por Alex Greggs and Danny O'Donoghue
12. Mila Mila (Sandeep Chowta with English lyrics by Same Same)
  - Producido por Sandeep Chowta
  - Originalmente interpretada por Anushka Manchandani (Super, 2005, India)

## Sencillos
- El Nin-Yo

- esta canción es la canción que fue bailada por los filipinos StarStruck's Ultimate Sweetheart Jewel Mische en el "Juicio Final".
- El Videoclip lo filman Tata y the Dream Hotel

- Zoom

- esta canción es versionada por la actriz/cantante Ashley Tisdale en su álbum debut "Headstrong" es "Don't Touch (The Zoom Song).

- Tata está en los vocales de fondo.

- esta canción forma parte del videojuego Los Sims 2 y Las Cuatro Estaciones es grabada en el idioma Simlish.

- Come Rain Come Shine
- Uh Oh (karaoke)
- Betcha Neva (karaoke)
- For You I Will (karaoke)
- I Must Not Chase The Boys (karaoke)
- Back Outta This (karaoke)

- Datos: Q4924532